# Kezō-ji
 (février 2024).
Si vous disposez d'ouvrages ou d'articles de référence ou si vous connaissez des sites web de qualité traitant du thème abordé ici, merci de compléter l'article en donnant les références utiles à sa vérifiabilité et en les liant à la section « Notes et références ».
Le temple Kezô-ji (華蔵寺) est situé près de la ville de Matsue, dans la préfecture de Shimane au sud-ouest du Japon.
Situé très précisément au nord-est de Matsue, le temple Kezô-ji, dressé au sommet du Mont Makuragi (453 mètres), est censé, selon la cosmologie chinoise, protéger la ville des mauvais augures. On y trouve la plus haute statue bouddhique en pierre de Shimane (9 mètres). 
Abritant un parc naturel préfectoral, la montagne offre un point de vue exceptionnel sur Matsue, les lacs Nakaumi et Shinji ainsi que l’imposant mont Daisen.

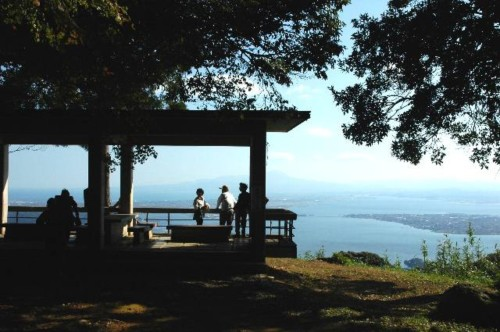
Vue sur le lac Nakaumi depuis les hauteurs du temple.